# Parione pisidiae
Parione pisidiae är en kräftdjursart som beskrevs av M. Bourdon1976. Parione pisidiae ingår i släktet Parione och familjen Bopyridae. Inga underarter finns listade i Catalogue of Life.